# SARCZ (program komputerowy)
SARCZ – program komputerowy do rozliczeń czynszów. Nazwa pochodzi od „System Automatycznego Rozliczania Czynszu”.
Program powstał w połowie lat 70. XX wieku w Wojewódzkim Ośrodku Informatyki Gospodarki Terenowej w Gdańsku. Pozwalał na obliczanie i egzekwowanie czynszów w budynkach. Spośród programów komputerowych używanych w SOETO (Stołeczny Ośrodek Elektronicznej Techniki Obliczeniowej) na początku lat 80. XX wieku, pochłaniał największą moc obliczeniową. Program wdrażany był na komputerach serii Odra. W roku 1980 pracował w 21 województwach i obsługiwał 1,5 mln lokali.
Na przełomie XX i XXI wieku program był dalej rozwijany przez Wojewódzki Ośrodek Informatyki sp. z o.o. w Gdańsku wraz z Pracownią Projektowo-Wdrożeniową Systemów Informatycznych Rygor. Program działający w systemach Windows nosi nazwę Winsarcz. Pozwala na zbieranie podstawowych danych o lokalu i budynku, prowadzenie rozliczeń i windykacji, dokonywanie naliczeń odsetek. Każdy lokal posiada własny rekord w bazie danych, możliwe jest zmienianie parametrów lokalu indywidualnie.